# Athlétisme (monocycle)
Le mono-athlétisme est une pratique du monocycle se pratiquant sur une piste d'athlétisme. Les règles de cette pratique sont définies par l'IUF.

## Matériel
Un monocycle n'ayant pas de système de démultiplication (à l'exception de certains moyeux tels que le moyeu schlumpf), les seules façons d'augmenter sa vitesse sont d'augmenter le développement de la roue et donc son diamètre, ou la fréquence de pédalage, ce qui peut être facilité en raccourcissant l'entraxe des manivelles. Le règlement de l'IUF définit des limites à ces deux caractéristiques. Ainsi, il existe 5 classes de monocycles :
| Classe de monocyle | Diamètre de roue | Longueur de manivelle minimum | Transmission |
| ------------------ | ---------------- | ----------------------------- | ------------ |
| 16 pouces          | 0 - 418 mm       | 89 mm                         | fixe         |
| 20 pouces          | > 418 - 518 mm   | 100 mm                        | fixe         |
| 24 pouces          | >518 - 618 mm    | 125 mm                        | fixe         |
| 29 pouces          | > 618 - 778 mm   | Libre                         | fixe         |
| Illimité           | Libre            | Libre                         | Libre        |

Généralement, les épreuves d'athlétisme sont disputées en 24 pouces, et 20 pouces pour les catégories les plus jeunes. Les records du monde sont définis dans la catégorie la plus compétitive, à savoir la catégorie 24 pouces, c'est donc dans cette catégorie que les monocycles sont les plus optimisés. La majorité des meilleurs monocyclistes utilisent des roues dont le diamètre est le plus proche possible de la limite de la catégorie, dont la résistance au roulement est la plus faible possible et la plus légère possible afin de permettre une meilleure accélération. On retrouve donc régulièrement des roues de 26 pouces équipées de pneus de très faible section.

## Épreuves et records du monde
En mono-athlétisme, on retrouve deux catégories d'épreuves, à savoir les épreuves dites de course et les épreuves techniques.

### Épreuves de course
Les épreuves de course dont l'IUF reconnaît des records sont :
| Épreuve         | Record masculin         | Record féminin        |
| --------------- | ----------------------- | --------------------- |
| 100 m           | 12"48 Niklas Wojtek     | 13"26 Asahi Takada    |
| 200 m           | 25"49 Niklas Wojtek     | 27"87 Jolin Klein     |
| 400 m           | 54"54 Seisuke Kobayashi | 57"63 Asahi Takada    |
| 800 m           | 1'57"33 Noah Leber      | 2'02"17 Alina Czimek  |
| 30 m wheel walk | 6"47 Ryosuke Bansai     | 6"71 Ayane Bansai     |
| 50 m un pied    | 7"22 Misaki Uchida      | 7"74 Lisa-Maria Hanny |

### Épreuves techniques
Les épreuves techniques dont l'IUF reconnaît les records sont :
| Épreuve         | Record masculin       | Record féminin           |
| --------------- | --------------------- | ------------------------ |
| Slalom IUF      | 17"32 Mathias Bracke  | 17"90 Mirjam Lips        |
| Stillstand      | 1h3'7"0 Maël Robert   | 1h49'8"3 Julia Sandner   |
| Lenteur avant   | 186"3 Baptiste Albert | 183"1 Ana Schrödinger    |
| Lenteur arrière | 63"0 York Beese       | 189"7 Ana Schrödinger    |
| Track gliding   | 119,6 m Daiki Izumeda | 111,3 m Alina Czimek     |
| Track coasting  | 177,6 m Knut Steffens | 173,9 m Lisa-Maria Hanny |